# Wana (peuple)
Pour les articles homonymes, voir Wana.
Les Wana, Tau Taa Wana dans leur langue, sont une population forestière de la province de Sulawesi central, en Indonésie. Ils sont l'un des groupes parlant le pamona.
Les Wana vivent dans des hameaux appelés lipu's le long des fleuves Bulang et Bongka. Ils étaient traditionnellement nomades.
Les Wana sont menacés dans leur mode de vie, en raison du programme de transmigration du gouvernement indonésien, consistant à installer des familles originaires de Java et Bali. L'ONG indonésienne Yayasan Merah Putih à Palu, capitale de la province, défend les droits des Wana depuis 1999. Elle a créé des sekolah lipu's ou « écoles de hameau » pour les aider.